# パナーキズム
パナーキズム（Panarchism）とは、個人が移民や転居を伴わずにその所属する政府を自由に選択・変更することが出来る権利を主張する政治哲学である。

## 語源
pan (すべてを包摂する：ギリシア神パーンに由来する) ＋ archy (統治形態) から、多種多様の統治形態を包摂する統治形態を意味する。

## 歴史
パナーキーという用語はベルギーの経済学者ポール・エミール・ド・ピュイ(Paul Émile de Puydt)の論文『Panarchie』(1860)で初めてこの意味で使用された。ド・ピュイは経済学におけるレッセ・フェールの思想を政治の分野に適用すれば、あらゆる種類の異なる複数の政府が平和的に共存できることを説いた。その後de Puydtの思想は1909年にNettlauによって支持された。これらの思想は殆ど世に知られることはなかったが、20世紀後半になってからen:John Zubeによって漸く世に紹介されるに至った。

## 詳細
John Zubeによれば、パナーキズムの核をなすのは”寛容(tolelance)”の原則である。寛容であることとは、自己の考える理想はそれに賛同する者たちの間だけで”自分たちの費用と危険において(at their own expense and risk)”実践するにとどめ、意見を異にする他者にはそれを強要せず、彼らのすることには一切干渉しない態度のことを言う。人々が互いに”寛容”であることによって、現在まで支配的であった領土的国家による画一的強制から脱却し、個人の自由と権利は最大限に保護されるのだと言う。
寛容と対極をなす概念が”非寛容(intolerance)”である。Zubeは「寛容には寛容を、非寛容には非寛容を」という原則を唱え、非寛容に対しては強制力を及ぼすことも可能であるとする。
このような思想は、自身を個人主義的アナキストかつ自由市場リバタリアンであるとするZubeの個人的傾向を強く反映し、アナキズム的離脱を正当化し、国家の強制的再配分機能を否定し、自由市場的自己責任を支持するものであると言える。

## 類似の思想
- en:FOCJ, virtual canton, multigovernment